# Aleksandar Zorić
Aleksandar Zorić (serbe : Александар Зорић ; Zemun, 1925 - 2000) est un coureur cycliste yougoslave. En 1948, il devient le premier vainqueur de la Course de la Paix.

## Biographie
Fils de paysans serbes, Aleksandar Zorić commence la compétition cycliste à l'âge de 19 ans. Comme l'ensemble de sa génération, Alexander Zorić a son existence bouleversée par la Seconde Guerre mondiale. Son père s'engage dans les partisans de Tito pour lutter contre les Allemands qui ont envahi la Yougoslavie et trouve la mort au cours des combats. Lui-même aurait été blessé lors des bombardements de la capitale Belgrade, en 1945, et c'est ainsi qu'il aurait perdu un œil.

### La Course de la Paix 1948
L'édition 1948 de la Course de la Paix a deux vainqueurs car, en fait, il y a deux courses. Le hasard fait que les deux vainqueurs soient de la même nationalité : Yougoslaves tous deux, Aleksandar Zorić, serbe, et August Prosenik, d'origine slovène et croate, illustrant la diversité de la République fédérale socialiste de Yougoslavie. Les deux courses sont parties toutes deux le 1er mai 1948, l'une de Varsovie en direction de Prague, l'autre de Prague en direction de Varsovie. Pourtant leur parcours est différent en longueur et en jours de course, pour correspondre à des dates de célébration différentes de la victoire de 1945 dans les deux villes d'arrivée. Alors qu'à Varsovie la date du 8 mai correspond au début des commémorations, c'est dès le 5 mai qu'elles commencent à Prague, cette date correspondant à celle de la Libération de la ville. Aleksandar Zorić l'emporte à Varsovie au terme de plus de 1 200 kilomètres de course en sept étapes et est un des rares vainqueurs de l'histoire de cette course à n'avoir pas remporté une étape : il s'empare de la première place seulement la veille de l'arrivée, mais plus de cinq minutes le sépare du deuxième du classement général.

### L'homme d'une saison
Vainqueur de la Course de la Paix au printemps 1948, Zorić est, avec August Prosenik, Antonio Strain et Milan Poredski, sélectionné dans l'équipe de la Yougoslavie qui participe aux Jeux de Londres. Il ne termine pas l'épreuve du championnat individuel sur route. Cepependant, il triomphe à la fin de l'été au Tour de Yougoslavie, alors nommé « Tour de Croatie et Slovénie ». Les événements politiques internationaux, la rupture entre Staline et Tito provoquent l'isolement de la Yougoslavie. La Course de la Paix est alors fermée aux coureurs yougoslaves. Alexander Zorić abandonne la compétition pour l'exploitation d'une ferme dans son village natal. Il aurait ensuite émigré vers les États-Unis d'Amérique. Il repose à Westlake Village dans le comté de Los Angeles en Californie,.

## Palmarès
- 1947
  -  Champion de Yougoslavie sur route, individuel et par équipes[6].

- 1948
  - Course de la Paix, parcours Prague-Varsovie.
  - Tour de Yougoslavie.

## Source
- (de) XV.Friedensfahrt, édition de Neues Deutschland, 1962. Article de présentation des quatorze vainqueurs (« Vierzehn trugen den Siegerkranz » pages 8-9).